# Drax (North Yorkshire)
Drax è un villaggio e parrocchia civile dell'Inghilterra, appartenente alla contea del North Yorkshire.